# Bor (priimek)
Bor je priimek več znanih oseb:
- Jan Bor (1886–1943), češki režiser in dramatik
- Matej Bor (1913–1993), psevdonim književnika in akademika Vladimirja Pavšiča
- Tadeusz Bor-Komorowski (1895–1966), poljski general, odporniški vojaški poveljnik in emigrantski politik
- Vladimír Bor, češki glasbeni kritik
- Zsolt Bor (*1949), madžarski fizik